# Cinnamomum subavenium
Cinnamomum subavenium är en lagerväxtart som beskrevs av Friedrich Anton Wilhelm Miquel. Cinnamomum subavenium ingår i släktet Cinnamomum och familjen lagerväxter. Inga underarter finns listade i Catalogue of Life.